# Kostel svatého Bartoloměje (Lipá)
Římskokatolický filiální kostel svatého Bartoloměje v Lipé v okrese Litoměřice je pozdně barokní sakrální stavba stojící na malé vyvýšenině po západní straně silnice, která obcí prochází. Od 3. května 1958 je kostel chráněn jako kulturní památka České republiky.

## Historie

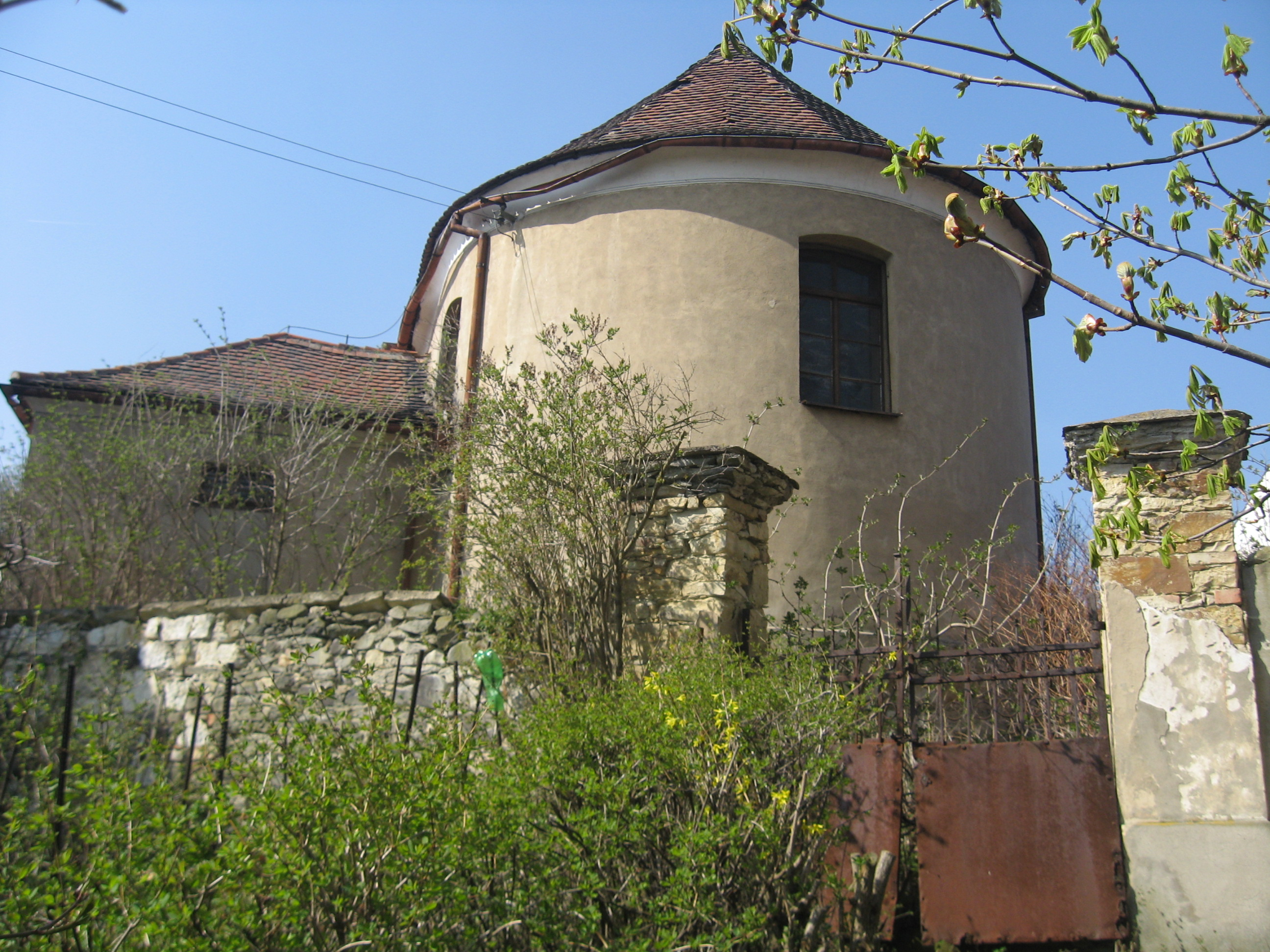
Presbytář kostela sv. Bartoloměje v Lipé

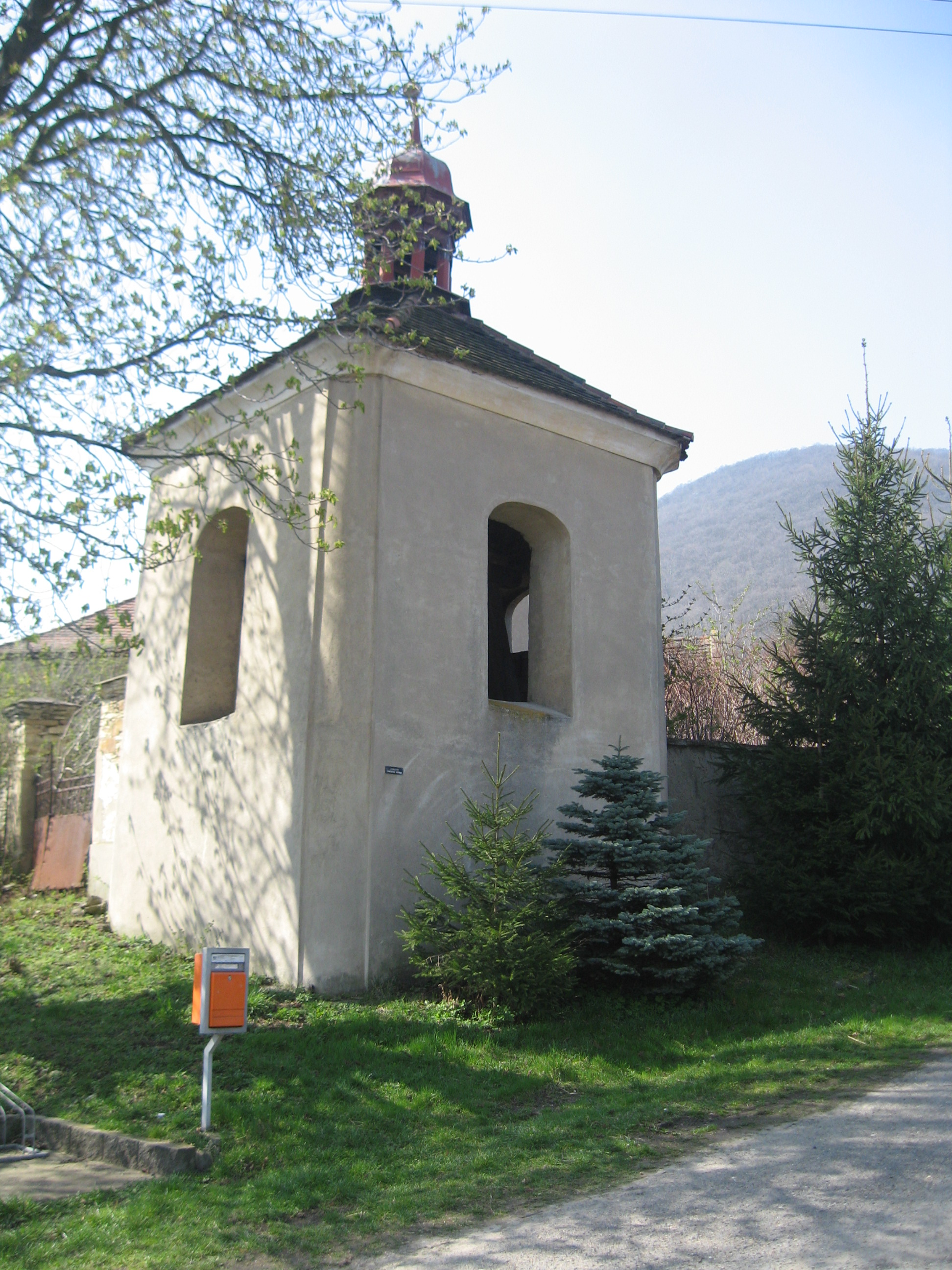
Zvonice u kostela v Lipé

První písemná zmínka o kostele je z roku 1352 a nachází se v registru papežského desátku, přičemž o patronátní právo se dělili majitelé vesnice. Podle odkrytého záklenku raně gotického portálu byl postaven již na přelomu třináctého a čtrnáctého století. Jednalo se pravděpodobně od počátku o nevelkou bezvěžovou stavbu obklopenou hřbitovem s kamennou zdí. Roku 1788 proběhla důkladná pozdně barokní přestavba, při které byl zbořen starý, nejspíše kvadratický presbytář, a nahrazen novým s půlkruhovým zakončením. Neznámo kdy, byl opatřen sice nevzhlednou, ale poměrně trvanlivou omítkou břízolitového charakteru. Jedná se o tvrdou cementovou omítku. Po vysídlení německy mluvícího obyvatelstva v roce 1945 kostel, stejně jako řada dalších objektů v obci, začal pustnout.
Duchovní správci kostela jsou uvedeni na stránce: Římskokatolická farnost Sutom.

## Architektura
Jedná se o obdélnou jednolodní stavbu s téměř čtvercovou lodí (6,72 × 6,14 metru) a polokruhovým závěrem. Po jižní straně se nachází sakristie a po severní straně lodi je předsíň. Boční stěny, závěr i průčelí jsou hladké. Předsíň je s vpadlými poli a trojúhelným štítem. V západních nárožích jsou mohutné opěrné pilíře. V průčelí je segmentově zakončené okno a zazděný. Obvodové zdivo lodi silné okolo 1,1 metru je středověkého původu z poslední čtvrtiny třináctého století.
Uvnitř je široký presbytář s neodsazeným oblým závěrem a plochým stropem. Triumfální oblouk je široký a polokruhový. V lodi je strop a prkenná kruchta s konvexně vyloženým středem. Po severní straně je pravoúhlý výklenek, ve kterém se nachází hrotitý vstup do čtvercové předsíně. Ta je sklenutá valenou klenbou s lunetami. Sakristie má plochý strop. V její východní stěně je zazděný vchod do exteriéru.

## Zařízení
Hlavní oltář tvoří plochá dřevěná kulisa s iluzívně malovanými sloupy a zobrazením Boha Otce mezi anděly z počátku osmnáctého století. Jedná se o barokní práci s novodobým obrazem sv. Bartoloměje. Na brankách je dvojice kruhových, na dřevě malovaných obrázků z počátku 18. století. Je zde namalováno: Narození Páně, Klanění Pastýřů, Dvanáctiletý Kristus v chrámě a Madona. Barokní zpovědnice pochází ze druhé čtvrtiny 18. století. Obraz svatého Vincence Ferrerského je z poloviny 18. století. Sousoší Ukřižování s Maří Magdalénou je z první poloviny 18. století. Barokní krucifix a soška sv. Anny s Pannou Marií pochází z první poloviny 18. století.

## Okolí kostela
Kolem kostela je areál hřbitova, který je ohrazený kamennou zdí. Do ní je v koutě vetknuta hranolová, nízká, zděná zvonice se zaoblenými nárožími, která byla postavena nejpozději v roce 1788. Má polokruhově zakončený vstup a velká okna se stlačeným obloukem. Na střeše je pak osmiboká zvonička. Nedaleká socha sv. Jana Nepomuckého je s reliéfy svatého Floriána, svatého Josefa a svatého Matěje z poloviny 18. století.